# Leptogaster urundiana
Leptogaster urundiana là một loài ruồi trong họ Asilidae. Leptogaster urundiana được Janssens miêu tả năm 1953. Loài này phân bố ở vùng nhiệt đới châu Phi.